# DB Regio Bus Bayern

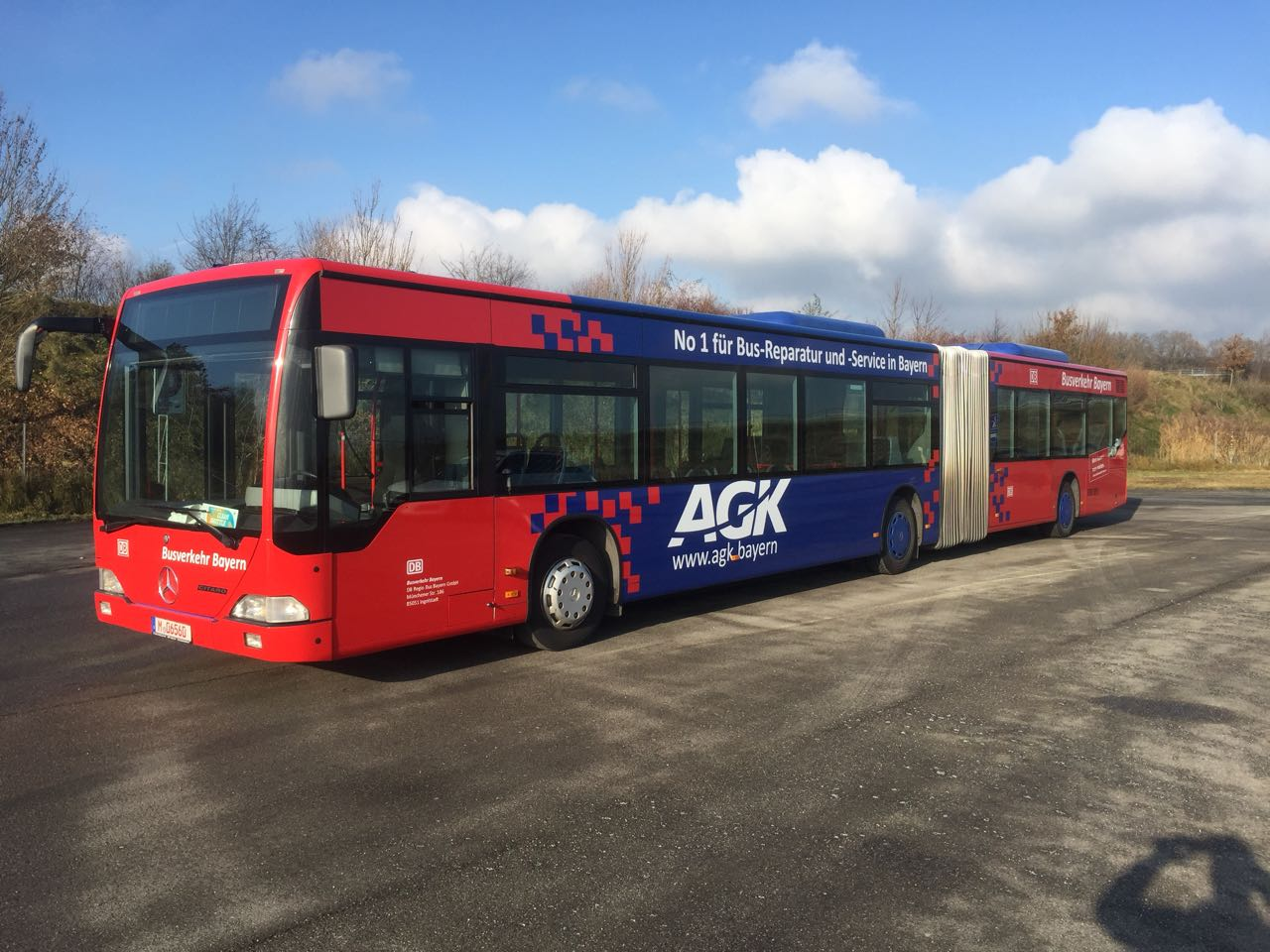
DRB-Bus im Verkehrsverbund Großraum Nürnberg (VGN)

Die DB Regio Bus Bayern GmbH (DRB) sowie die DB Regionalverkehr Bayern GmbH (RVB) sind Omnibus-Verkehrsunternehmen in Bayern, hundertprozentige Tochtergesellschaften der DB Regio AG und gehören zur Sparte DB Regio Bus. Sie betreiben verschiedene Buslinien in Franken, Oberbayern und Schwaben sowie eine Fahrtwunschzentrale für die Steuerung von flexiblen Bedienformen in Nürnberg. Ziel von DRB und RVB ist es, wettbewerbsfähige Angebote im bayerischen öffentlichen Straßenpersonennahverkehr zu platzieren.
DRB und RVB treten unter dem Angebotsnahmen DB Busverkehr Bayern am Markt auf.

## Geschichte

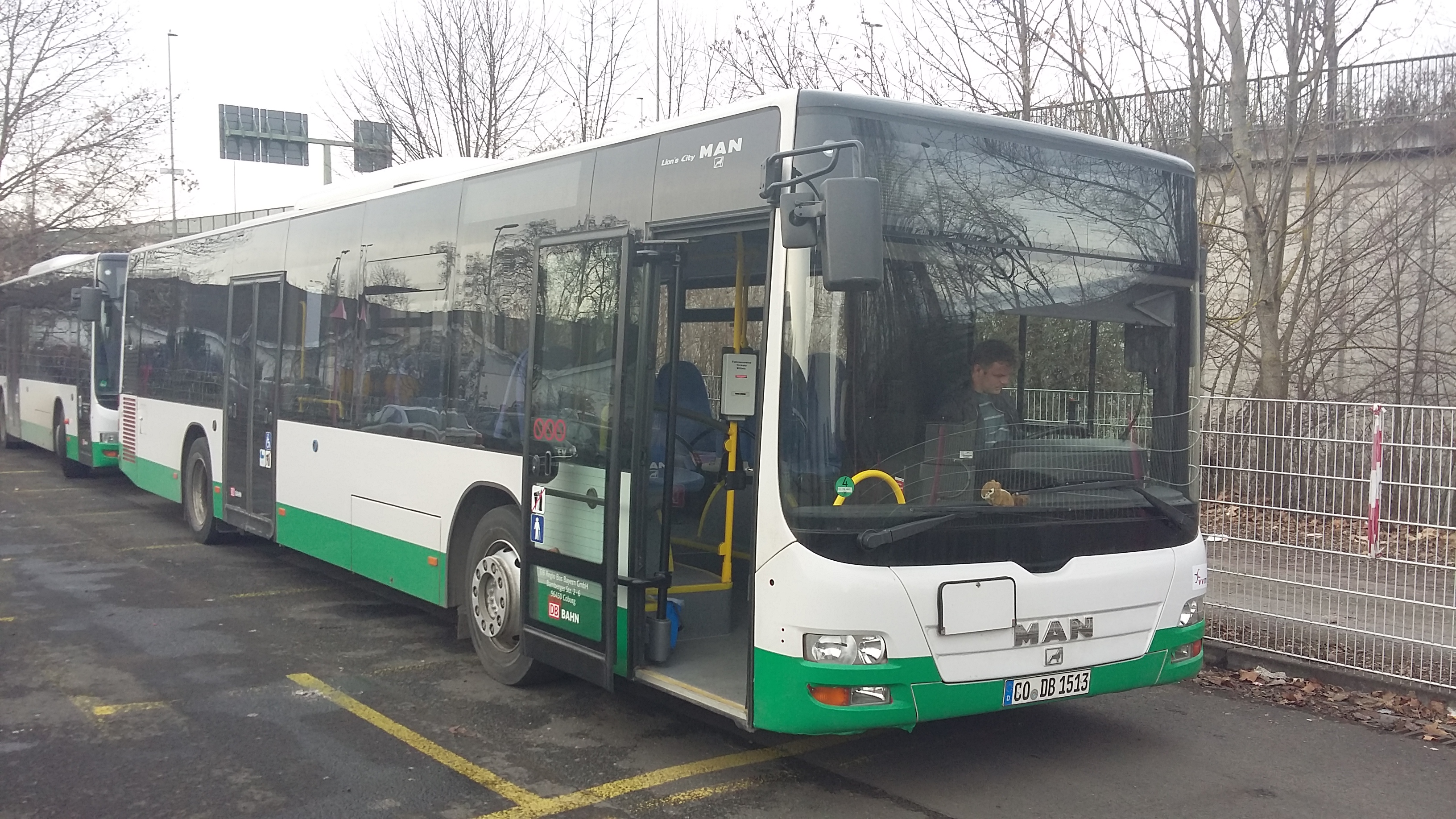
DB Busverkehr Bayern im Nahverkehr Mainfranken (NVM)

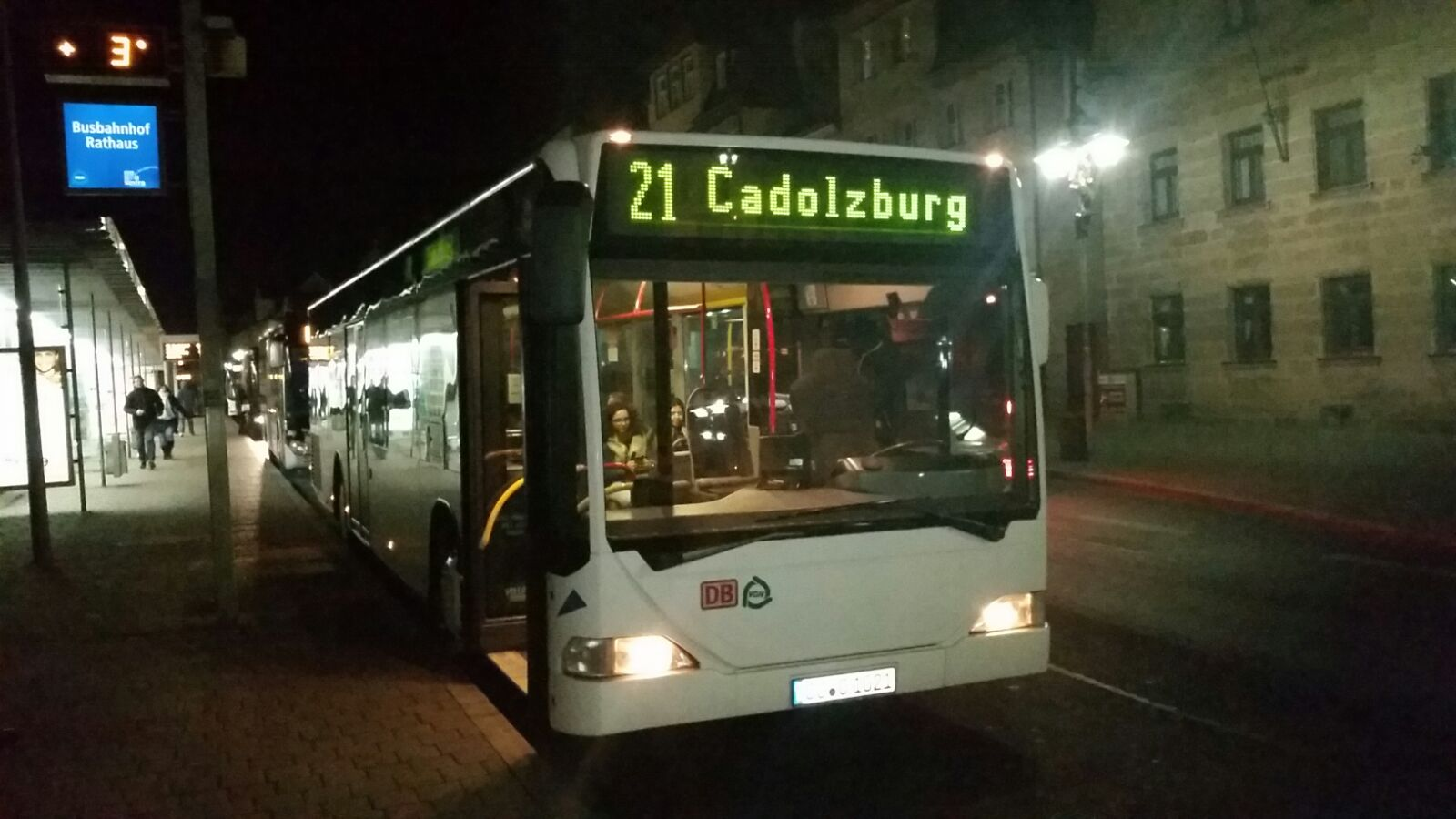
DB Busverkehr Bayern im Nightliner-Einsatz Fürth

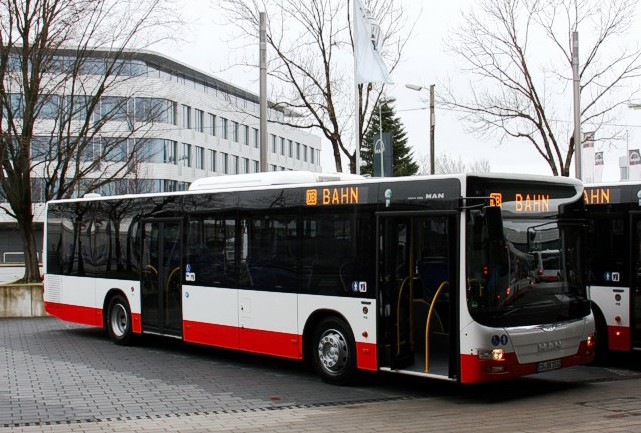
DB Busverkehr Bayern im Verkehrsverbund Großraum Nürnberg (VGN)

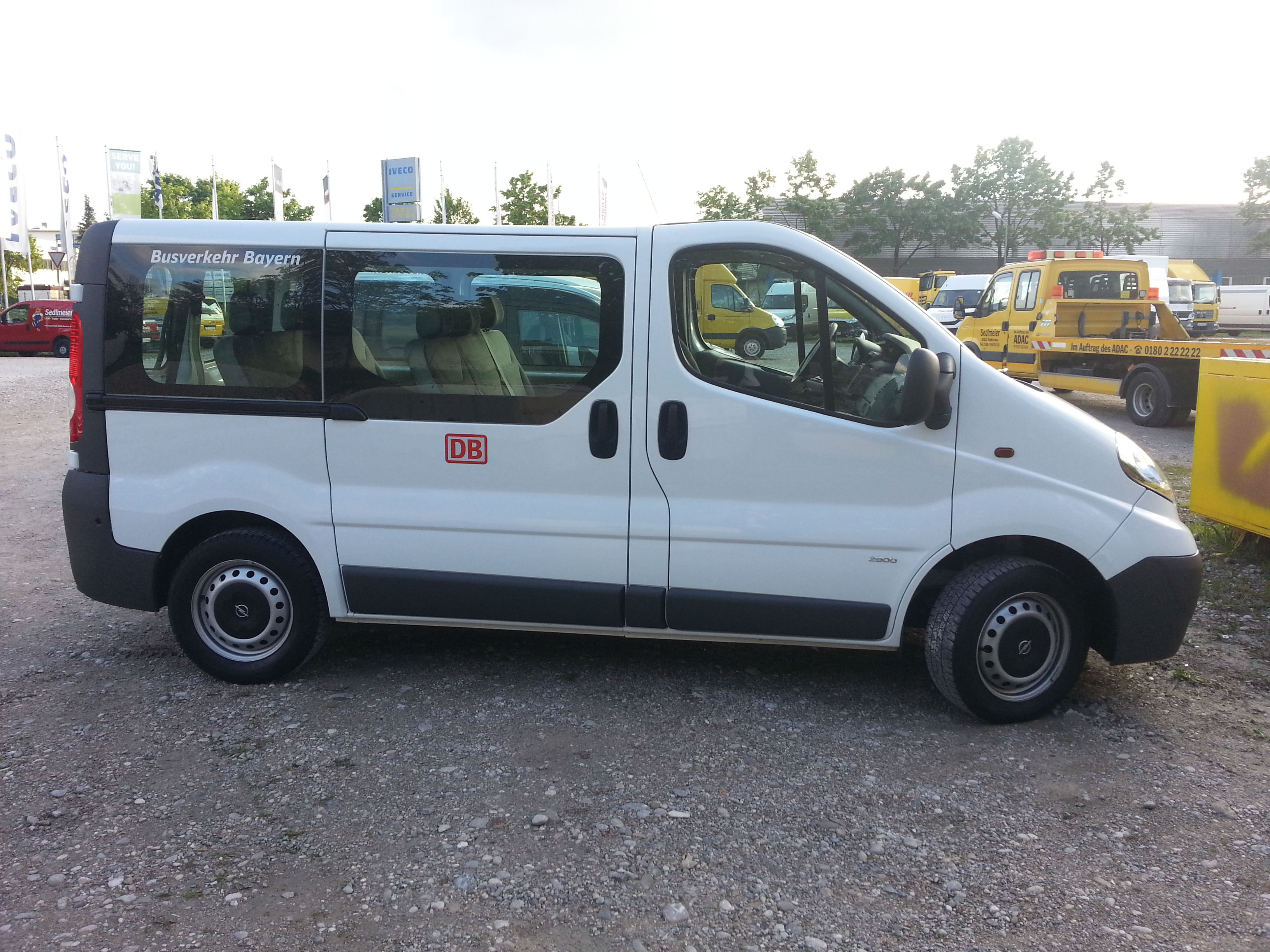
DB Busverkehr Bayern-Kleinbus für Transfer- und Sonderfahrten

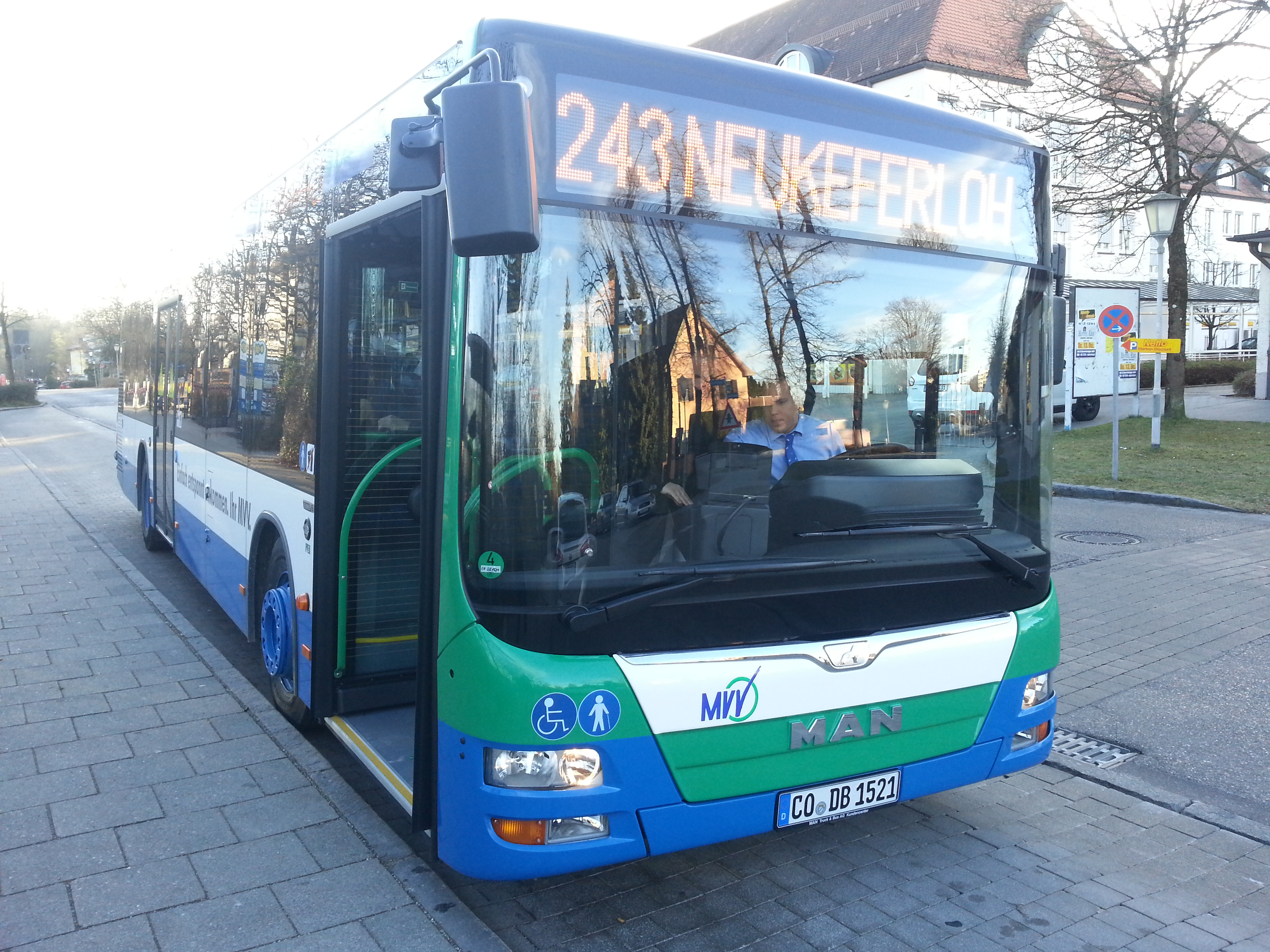
DB Busverkehr Bayern im Münchner Verkehrs- und Tarifverbund (MVV)

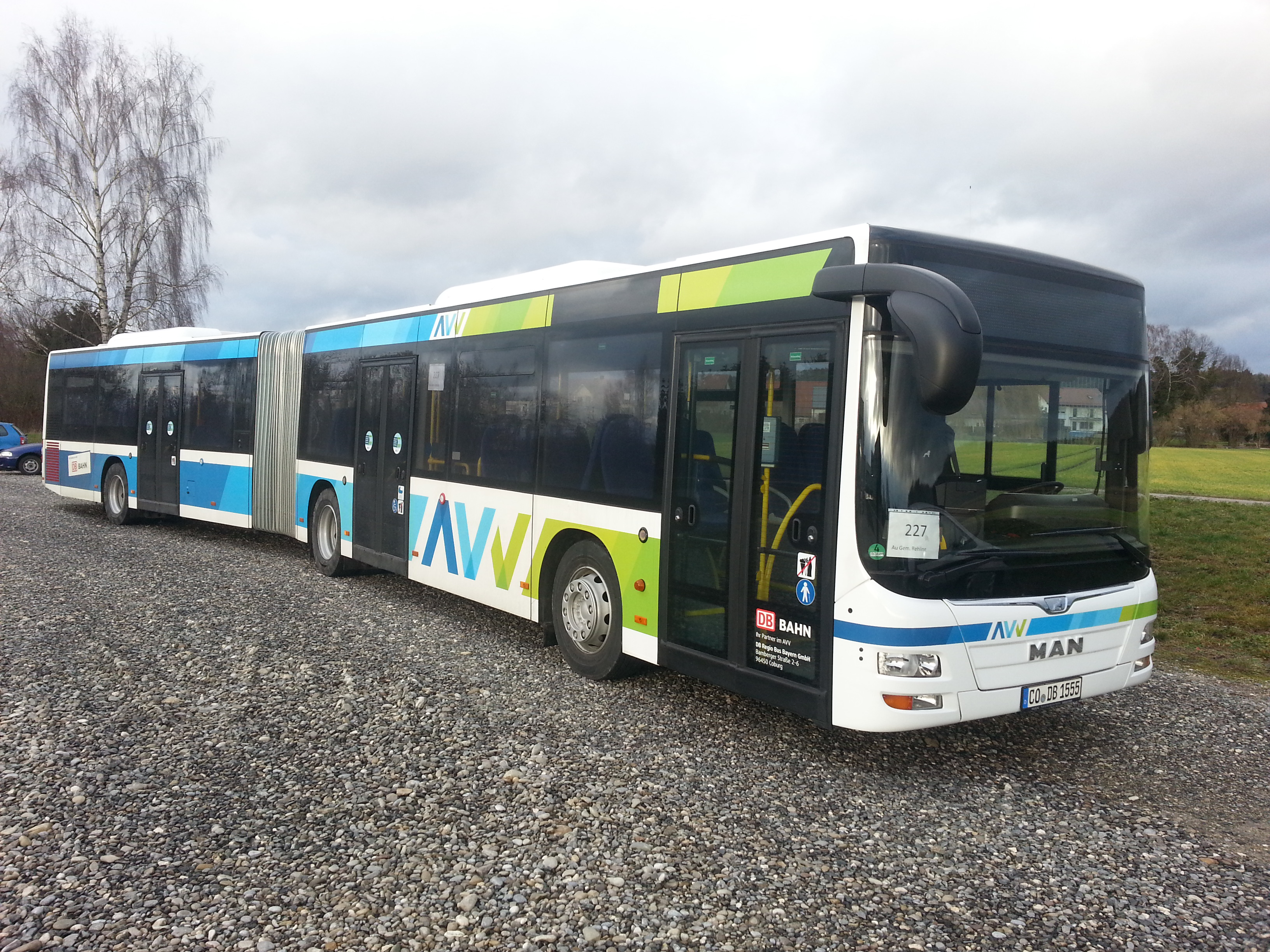
DB Busverkehr Bayern Augsburger Verkehrs- und Tarifverbund (AVV)

Der später übernommene Vorgängerbetrieb Werner Nickel Omnibusunternehmen GmbH in Zirndorf wurde bereits 1990 gegründet. Die Wurzeln seiner Vorgängerbetriebe reichen sogar bis in das Jahr 1954 zurück, in dem die Firma Karl Nickel gegründet wurde.
Die Gesellschaft selbst wurde am 15. Juni 2009 als DB Regio Nahverkehr Vier GmbH mit Sitz in Frankfurt am Main gegründet. Am 24. Februar 2010 wurde die Gesellschaft dann in DB Stadtverkehr Bayern GmbH umfirmiert und ihr Sitz nach Nürnberg verlegt. Bereits am 1. März 2010 wurde der Unternehmenssitz abermals, nach Coburg, verlegt.
Am 10. Dezember 2010 wurde das im Rahmen einer Ausschreibung gewonnene Linienbündel im östlichen Landkreis Erlangen-Höchstadt sowie dem südlichen Landkreis Forchheim in Betrieb genommen. Busse von DB Frankenbus sowie einigen Subunternehmen verkehrten im Auftrag der damaligen DB Stadtverkehr Bayern GmbH (heutige DB Regio Bus Bayern) auf den Linien 209, 210, 211, 213 und 225 des Verkehrsverbundes Großraum Nürnberg (VGN). 2014 wurden dann die Linien auf DB Frankenbus übertragen.
Am 24. August 2012 firmierte die Gesellschaft abermals, in DB Regio Bus Bayern GmbH, um.
Zum 1. März 2013 übernahm die Gesellschaft die Firma Werner Nickel Omnibusunternehmen GmbH aus Zirndorf und betrieb Stadt- und Schulbusse Zirndorf/Oberasbach/Stein/Fürth im Landkreis Fürth bis zum Fahrplanwechsel im Dezember 2018.
Im Jahr 2015 wurde die Schwestergesellschaft DB Regionalverkehr Bayern GmbH mit Sitz in München gegründet.
Am 13. Dezember 2015 gingen verschiedene in Ausschreibungen gewonnene Linienbündel in Betrieb:
- Landkreis Würzburg: Linien 191/450; Betriebsführung durch das Kommunalunternehmen des Landkreises Würzburg
- Landkreis Roth: gemeinsam mit DB Frankenbus, Linien 602, 603, 610, N60 sowie teilweise 5658 in Nürnberg und teilweise 6280 im Landkreis Roth im Auftrag von DB Frankenbus
- Landkreis München: Linien 240, 242, 243

Bereits zum 1. Januar 2016 wurde das nächste im Rahmen einer Ausschreibung gewonnene Linienbündel im Landkreis Aichach-Friedberg auf den Linien 227, 227 AST, 305, 306, 314, 315, 316, 317 in Betrieb genommen. Wenige Tage später – am 8. Januar 2016 – wurde der Betrieb des Schulbusverkehrs zur Montessorischule Neubiberg in Stadt und Landkreis München aufgenommen, bereits am 22. Februar 2016 folgte der Schulbusverkehr für die Grundschule Neukeferloh im Landkreis München.
Am 9. März 2016 verlegten DRB und RVB ihren Sitz nach Ingolstadt, worauf am 15. Juli 2016 der Bezug der Zentrale dort folgte.
Die nächste Betriebsaufnahme nach Ausschreibungsgewinn folgte am 1. August 2016 im Landkreis Aichach-Friedberg: Linien 100, 102, 103, 103 AST, 104, 106, 108; Gemeinschaftskonzession mit Z-Mobility Werner Ziegelmeier GmbH, Betriebsführung durch die DRB.
Der Schulbusverkehrs für die Grundschule Rehling im Landkreis Aichach-Friedberg wurde dann am 12. Oktober 2016 begonnen.
Zum Fahrplanwechsel am 11. Dezember 2016 wurden nach Ausschreibungsgewinn weitere Linien in Betrieb genommen:
- Landkreis Erding: Linie 531
- Landkreis Starnberg: Linien 904, 961, 974, 975
- Landkreis Freising: Linien 680, 681, 682, 683, 684; Gemeinschaftskonzession; Betriebsdurchführung liegt bei den Unternehmen DB Oberbayernbus und Bayernbus GmbH.
- Landkreis Fürth durch die DB Frankenbus: Linien N21, N24 in deren Auftrag
- Übernahme der Betriebsführerschaft auf der Linie 376 Bayreuth–Hollfeld im Landkreis Bayreuth durch die RVB, seitdem Betrieb der Linie im Auftrag durch DB Frankenbus bzw. in deren Auftrag durch die Firma Wunder.

Zum 1. Mai 2017 begann nach Ausschreibungsgewinn der Betrieb eines Linienbündels im Landkreis Dillingen und Augsburg: Linien 401, 402, 415.

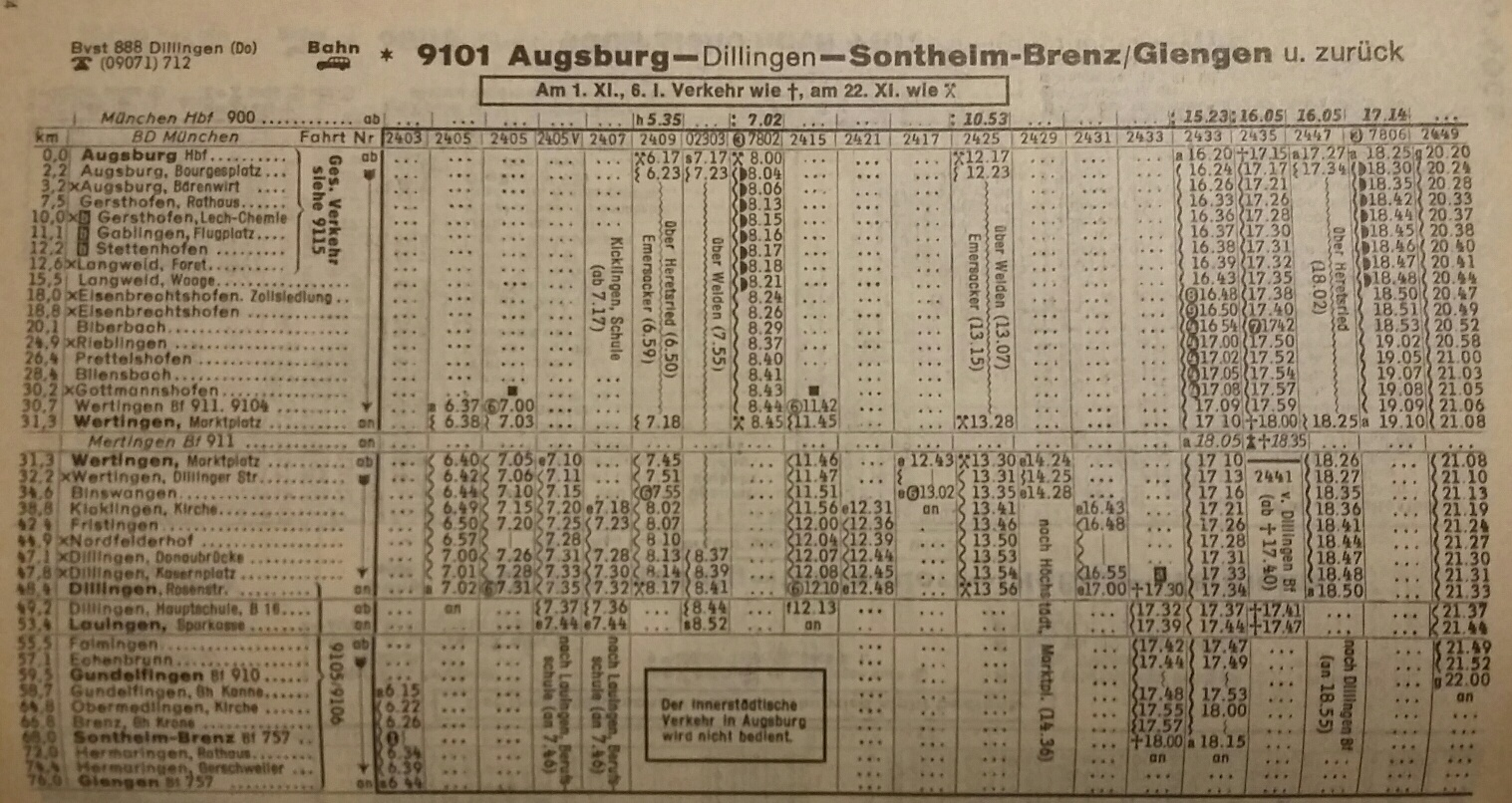
Fahrplan 1976 des Bahnbusses, heute DB Busverkehr Bayern Linie 401

Auf den Linien 505 und 568 (Landkreis Erding) wurde ein Teil der Leistung im Auftrag von DB Oberbayernbus vom 13. November 2016 bis zum 7. Dezember 2018 übernommen.
Der Fahrplanwechsel am 10. Dezember 2017 brachte die nächste Ausweitung des Verkehrs:
- Landkreis Freising: nach Ausschreibungsgewinn Betrieb der Linie 698
- Landkreis Erlangen-Höchstadt (Aisch): auf der Linie 204 wird bis zum 30. August 2019 ein Teil der Leistung im Auftrag von DB Frankenbus erbracht.

Die Einsatzstelle Würzburg konnte dann zum 8. Januar 2018 ihren Verkehr durch eine Leistung im Auftrag von DB Frankenbus auf der Linie 19 von Würzburg nach Güntersleben ausweiten.

## Struktur
- Zentrale in Ingolstadt
- Niederlassung, Sitz Ingolstadt
- Standort Franken, Sitz Ingolstadt
  - Einsatzstelle Würzburg
  - Einsatzstelle Nürnberg-Langwasser
  - Linien in Betriebsführerschaft

- Standort München, Sitz Wolfratshausen
  - Einsatzstelle Erding
  - Einsatzstelle Feldkirchen / Harthausen
  - Einsatzstelle Wolfratshausen / Aufkirchen / Berg / Starnberg

- Standort Augsburg, Sitz Todtenweis
  - Einsatzstelle Todtenweis / Aichach
  - Einsatzstelle Kissing
  - Einsatzstelle Wertingen

- Fahrtwunschzentrale Nürnberg

## Geschäftsfelder
DRB und RVB betreiben
- Linienverkehr (im Auftrag von Gemeinden, Kreisen, anderen Verkehrsunternehmen und der Verkehrsverbünde)
- Schülerverkehr
- Gelegenheitsverkehr
- Schienenersatzverkehr (SEV)
- eine Fahrtwunschzentrale
- Arbeitnehmerüberlassung

## Linienverzeichnis
Stand 8. Januar 2018
```
XXX
 = Regional- oder Stadtbuslinie

XXX
 = Flexible Bedienform

XXX
 = Nachtlinie

XXX
 = Schülerlinie

XXX
 = Saisonlinie
```

### StandortFranken

#### EinsatzstelleWürzburg
| Linie | Streckenverlauf | Auftragnehmer                                                                    | im Auftrag von                                                      |
| ----- | --- | -------------------------------------------------------------------------------- | ------------------------------------------------------------------- |
| 19    | Würzburg – Veitshöchheim – Güntersleben                                                                             |                                                                                  | DB Frankenbus (eine Fahrt bzw. ein Kurspaar täglich Mo–Fr werktags) |
| 191   | Rimpar – Veitshöchheim (Betriebsführung durch das Kommunalunternehmen des Landkreises Würzburg)                     | Omnibus Mahler (einzelne Kurse)                                                  |                                                                     |
| 450   | Würzburg – Rimpar – Maidbronn – Gramschatz (Betriebsführung durch das Kommunalunternehmen des Landkreises Würzburg) | Omnibus Mahler (mehrere Kurse), DB Frankenbus (ein Kurspaar sonn- und feiertags) |                                                                     |

#### EinsatzstelleZirndorf/ EinsatzstelleWeisendorf
| Linie | Streckenverlauf                                                                                   | Auftragnehmer                 | im Auftrag von                               |
| ----- | ------------------------------------------------------------------------------------------------- | ----------------------------- | -------------------------------------------- |
| 150   | Stadtbus Zirndorf/Oberasbach/Stein: Oberasbach – Zirndorf – Weiherdorf – Banderbach – Bronnamberg |                               |                                              |
| 151   | Stadtbus Zirndorf/Oberasbach/Stein: Zirndorf – Lind – Anwanden                                    |                               |                                              |
| 154   | Stadtbus Zirndorf/Oberasbach/Stein: Zirndorf – Oberasbach – Stein                                 | DB Frankenbus (gesamte Linie) |                                              |
| 155   | Stadtbus Zirndorf/Oberasbach/Stein: Rehdorf – Unterasbach – Oberasbach                            |                               |                                              |
| 204   | Herzogenaurach – Weisendorf – Höchstadt (Aisch)                                                   |                               | DB Frankenbus (zwei Kurspaare an Schultagen) |
| N21   | Nachtbus Fürth – Zirndorf – Cadolzburg                                                            |                               | DB Frankenbus (gesamte Linie)                |
| N24   | Nachtbus Zirndorf – Ammerndorf – Roßtal – Oberasbach                                              |                               | DB Frankenbus (gesamte Linie)                |

| Linie  | Streckenverlauf | Auftragnehmer | im Auftrag von |
| ------ | --- | ------------- | -------------- |
| 5445   | Schulbusse Grundschule Geisleithenstr. Zirndorf; Grundschule Bahnhofstr. Zirndorf; Mittelschule Volkhardstr. Zirndorf; Grundschule Wintersdorf Zirndorf; Luise-Leikam-Schule Fürth |               |                |
| Tucher | Shuttlebus Stadt- und Brauereifest Zirndorf – Anwanden – Weinzierlein (verkehrt nur zum Stadt- und Brauereifest Zirndorf im Sommer)                                                |               |                |

#### EinsatzstelleNürnberg-Langwasser
| Linie | Streckenverlauf | Auftragnehmer | im Auftrag von |
| ----- | --- | ------------- | -------------- |
| 602   | Nürnberg Meistersingerhalle – Nürnberg-Langwasser – Wendelstein – Sorg – Kleinschwarzenlohe – Neuses (b.Wendelstein) (Gemeinschaftskonzession mit DB Frankenbus) |               |                |
| 603   | Nürnberg Meistersingerhalle – Nürnberg-Langwasser – Röthenbach – Wendelstein – Raubersried (Gemeinschaftskonzession mit DB Frankenbus)                           |               |                |
| 610   | Nürnberg-Langwasser – Wendelstein – Kleinschwarzenlohe – Nürnberg-Langwasser (Gemeinschaftskonzession mit DB Frankenbus)                                         |               |                |
| N60   | Nachtbus Nürnberg-Langwasser – Wendelstein – Kornburg (Gemeinschaftskonzession mit DB Frankenbus)                                                                |               |                |

| Linie | Streckenverlauf                                                  | Auftragnehmer | im Auftrag von                               |
| ----- | ---------------------------------------------------------------- | ------------- | -------------------------------------------- |
| 5658  | Hortbus Nürnberg Heroldsberger Weg – Merseburger Weg             |               | DB Frankenbus (einzelne Kurse an Schultagen) |
| 6280  | Schulbus Wendelstein Hauptschule – Nürnberg Langwasser Hallenbad |               | DB Frankenbus (ein Kurs an Schultagen)       |

#### Linien in Betriebsführerschaft
| Linie | Streckenverlauf                                                               | Aufragnehmner                                                                                       | im Auftrag von |
| ----- | ----------------------------------------------------------------------------- | --------------------------------------------------------------------------------------------------- | -------------- |
| 376   | Bayreuth – Hollfeld (Konzession DB Frankenbus, Betriebsführung durch die RVB) | Omnibus Wunder (gesamte Linie), Omnibus Ollet (ein Kurs an Schultagen) im Auftrag von DB Frankenbus |                |

### Standort München

#### EinsatzstelleErding
| Linie | Streckenverlauf                                | Auftragnehmer                             | im Auftrag von                                  |
| ----- | ---------------------------------------------- | ----------------------------------------- | ----------------------------------------------- |
| 505   | Markt Schwaben – Isen – Mittbach               |                                           | DB Oberbayernbus (einzelne Kurse an Schultagen) |
| 531   | Erding – Ismaning                              |                                           |                                                 |
| 531V  | Schulbusse Erding – Moosinning – Eichenried    | DB Oberbayernbus (ein Kurs an Schultagen) |                                                 |
| 568   | Erding – Moosinning – Finsing – Markt Schwaben |                                           | DB Oberbayernbus (mehrere Kurse an Schultagen)  |
| 698   | Ortsverkehr Hallbergmoos                       |                                           |                                                 |
| 698V  | Ortsverkehr Hallbergmoos (Frühverstärker)      |                                           |                                                 |

#### EinsatzstelleFeldkirchen/ EinsatzstelleHarthausen
| Linie | Streckenverlauf                                             | Auftragnehmer | im Auftrag von |
| ----- | ----------------------------------------------------------- | ------------- | -------------- |
| 240   | Harthausen, Kriegerdenkmal – Neukeferloh, Bahnhofstr.       |               |                |
| 240V  | Schulbusse Harthausen – Neukeferloh – Baldham – Haar        |               |                |
| 242   | Haar – Ottendichl – Gronsdorf                               |               |                |
| 242V  | Schulbus Gronsdorf – Ottendichl – Haar                      |               |                |
| 243   | Haar, Hans-Stießenberger-Str. – Haar – Neukeferloh, Ostring |               |                |

| Linie | Streckenverlauf                                                                                        | Auftragnehmer | im Auftrag von |
| ----- | --- | ------------- | -------------- |
| 2905  | Schulbus Neubiberg Montessorischule – München-Haidhausen (Max-Weber-Platz U4) bzw. München-Riem – Haar |               |                |
| 2906  | Schulbus Neukeferloh Grundschule – Harthausen                                                          |               |                |

#### EinsatzstelleWolfratshausen/ EinsatzstelleAufkirchen/ EinsatzstelleBerg/ EinsatzstelleStarnberg
| Linie | Streckenverlauf                                                                         | Auftragnehmer                             | im Auftrag von |
| ----- | --------------------------------------------------------------------------------------- | ----------------------------------------- | -------------- |
| 904   | Starnberg Nord – Wangen (– Schorn) – Schäftlarn, Kloster – Leutstetten – Starnberg Nord | DB Oberbayernbus (ein Kurs an Schultagen) |                |
| 961   | Ammerland – Starnberg Nord                                                              |                                           |                |
| 974   | Icking – Mörlbach – Farchach – Berg, Grafstr. – Mörlbach – Höhenrain                    |                                           |                |
| 975   | Wolfratshausen – Starnberg                                                              |                                           |                |

### Standort Augsburg

#### EinsatzstelleKissing
| Linie   | Streckenverlauf | Auftragnehmer                                                                            | im Auftrag von |
| ------- | --- | ---------------------------------------------------------------------------------------- | -------------- |
| 100     | Mering – Königsbrunn                                                                                                 | Z-Mobility/SchwabenMobil (mehrere Kurse), Omnibus Schneider (ein Kurspaar an Schultagen) |                |
| 102     | Augsburg, Hochzoll – Friedberg – Kissing – Mering                                                                    | Z-Mobility/SchwabenMobil (mehrere Kurse), Omnibus Schneider (ein Kurspaar an Schultagen) |                |
| 103     | Mering – Kissing – St. Afra im Felde – Friedberg                                                                     | Z-Mobility/SchwabenMobil (mehrere Kurse)                                                 |                |
| 103 AST | Anruf-Sammel-Taxi Mering – Kissing – Friedberg                                                                       | Taxi Ruf (gesamte Linie)                                                                 |                |
| 104     | Mering – Ried – Baindlkirchen – Mittelstetten                                                                        | Z-Mobility/SchwabenMobil (mehrere Kurse), Omnibus Schneider (ein Kurspaar an Schultagen) |                |
| 106     | Mering – Merching – Steinach – Steindorf                                                                             | Z-Mobility/SchwabenMobil (mehrere Kurse)                                                 |                |
| 108     | Mering – Unterbergen – Schmiechen                                                                                    |                                                                                          |                |
| 192     | Nachtbus Augsburg, Hochzoll – Friedberg – Kissing – Mering (verkehrt nur nach Vorankündigung zu bestimmten Anlässen) |                                                                                          |                |

#### EinsatzstelleTodtenweis/ EinsatzstelleAichach
| Linie   | Streckenverlauf | Auftragnehmer                | im Auftrag von                   |
| ------- | --- | ---------------------------- | -------------------------------- |
| 225     | Augsburg Hbf – Mühlhausen – Affing – Hollenbach – Inchenhofen – Mainbach                                                        |                              | Fa. Hedorfer (ein Kurs samstags) |
| 227     | Rehling – Petersdorf – Aichach                                                                                                  |                              |                                  |
| 227 AST | Anruf-Sammel-Taxi Rehling – Petersdorf – Aichach                                                                                | Taxi Schmaus (gesamte Linie) |                                  |
| 305     | Augsburg Hbf – Mühlhausen – Oberach – Rehling – Aindling                                                                        |                              |                                  |
| 306     | Augsburg Nord – Gersthofen – Langweid – Oberach – Aindling                                                                      |                              |                                  |
| 314     | Aindling – Todtenweis – Oberach – Rehling – St. Stephan                                                                         |                              |                                  |
| 315     | Aindling – Binnenbach – Edenhausen – (Bach) – (Aindling)                                                                        |                              |                                  |
| 316     | Oberach – Rehling – Gaulzhofen – Hausen – Aindling                                                                              |                              |                                  |
| 317     | Gaulzhofen – Stotzard – Hausen – Binnenbach – Aindling                                                                          |                              |                                  |
| 395     | Nachtbus Augsburg Hbf – Mühlhausen – Affing – Rehling – Oberach – Todtenweis – Aindling (verkehrt an Wochenenden und feiertags) |                              |                                  |

| Linie | Streckenverlauf                                   | Auftragnehmer | im Auftrag von |
| ----- | ------------------------------------------------- | ------------- | -------------- |
| 2907  | Schulbus Rehling Grundschule – Aindling – Aichach |               |                |

#### EinsatzstelleWertingen
| Linie | Streckenverlauf                                   | Auftragnehmer                     | im Auftrag von |
| ----- | ------------------------------------------------- | --------------------------------- | -------------- |
| 401   | Augsburg Hbf – Langweid – Biberbach – Wertingen   |                                   |                |
| 402   | Meitingen – Herbertshofen – Biberbach – Wertingen |                                   |                |
| 415   | Rufbus Meitingen (zwei Routen)                    | Egenberger Reisen (gesamte Linie) |                |

#### EinsatzstelleDonauwörth
Stadtbus Donauwörth
| Linie               | Streckenverlauf | weitere teilnehmende Busunternehmen |
| ------------------- | --- | ----------------------------------- |
| 1                   | Donau-Ries-Klinik – Donauwörth Bf – Parkstadt – Donauwörth Bf – Donau-Ries-Klinik                                     |                                     |
| 2                   | Donauwörth Bf – Zentrum – Riedlingen – Donauwörth Bf                                                                  | Link Reisen                         |
| 3                   | Donauwörth Bf – Nordheim – Auchsesheim u. zurück                                                                      | Link Reisen                         |
| Ergänzungslinie (3) | Donauwörth – Nordheim – Auchsesheim – Asbach-Bäumenheim – Mertingen – Druisheim – Allmannshofen (Lk. Augsburger Land) |                                     |
| 4                   | Donauwörth Bf – Asbach-Bäumenheim (– Hamlar) – Eggelstetten – Oberndorf am Lech                                       | Link Reisen                         |
| 5                   | Donauwörth Bf – Tapfheim – Brachstadt – Bissingen(Schwaben)                                                           | Link Reisen                         |
| 6                   | Donauwörth Bf – Südhang – Zirgesheim (– Schäfstall) u. zurück                                                         |                                     |

## Modelle

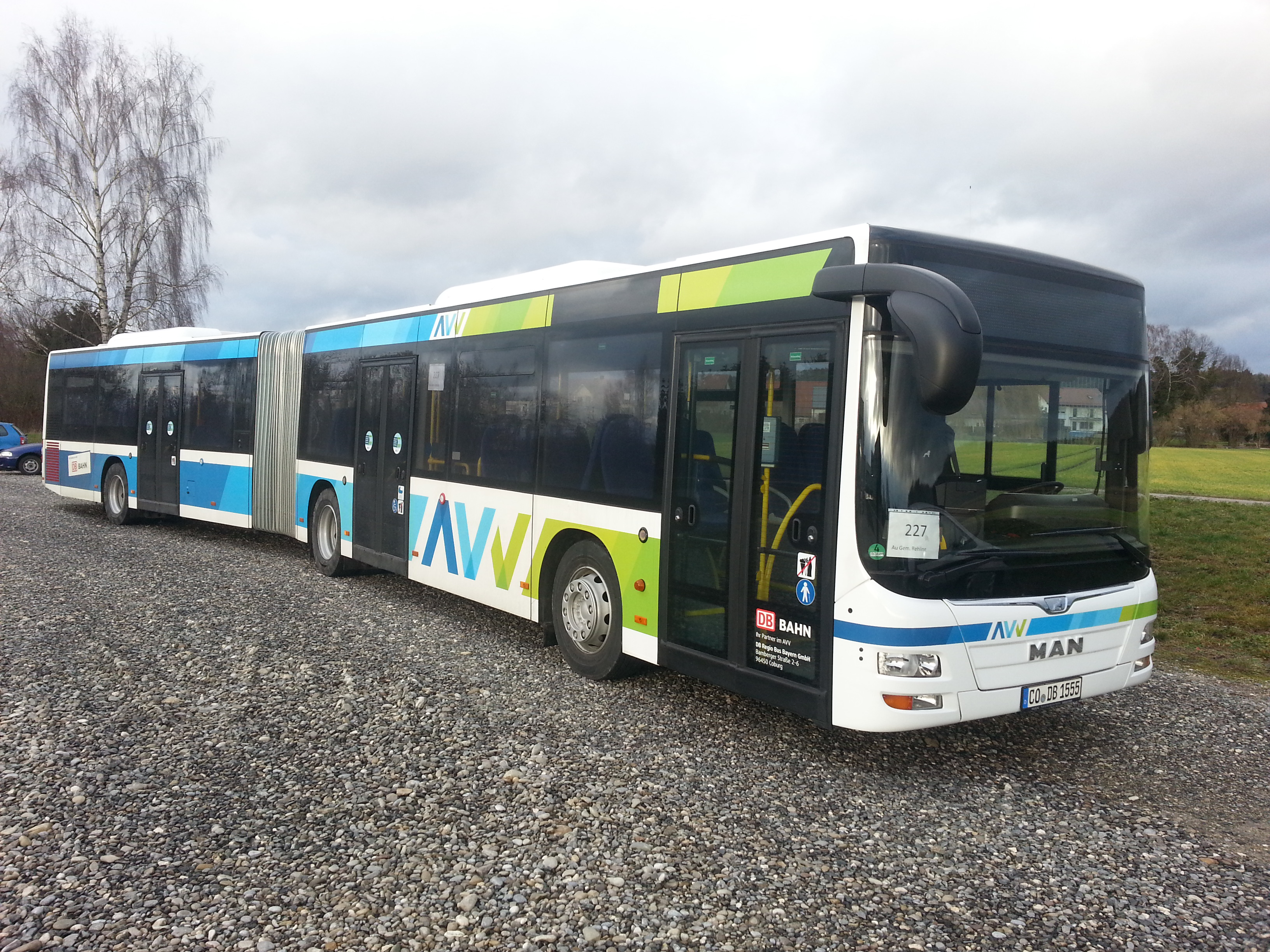
Vorbildfahrzeug für das Rietze-Modell

Im März 2017 brachte Rietze einen Modellbus des MAN-Gelenkbusses CO DB 1555, der von der Einsatzstelle Todtenweis aus eingesetzt wird, im Maßstab 1:87 als Nr. 45 der „BAHNedition“ auf den Markt.